# Boleč
Boleč (en serbe cyrillique : Болеч) est une localité de Serbie située dans la municipalité de Grocka et sur le territoire de la Ville de Belgrade. Au recensement de 2011, elle comptait 6 410 habitants.

## Géographie

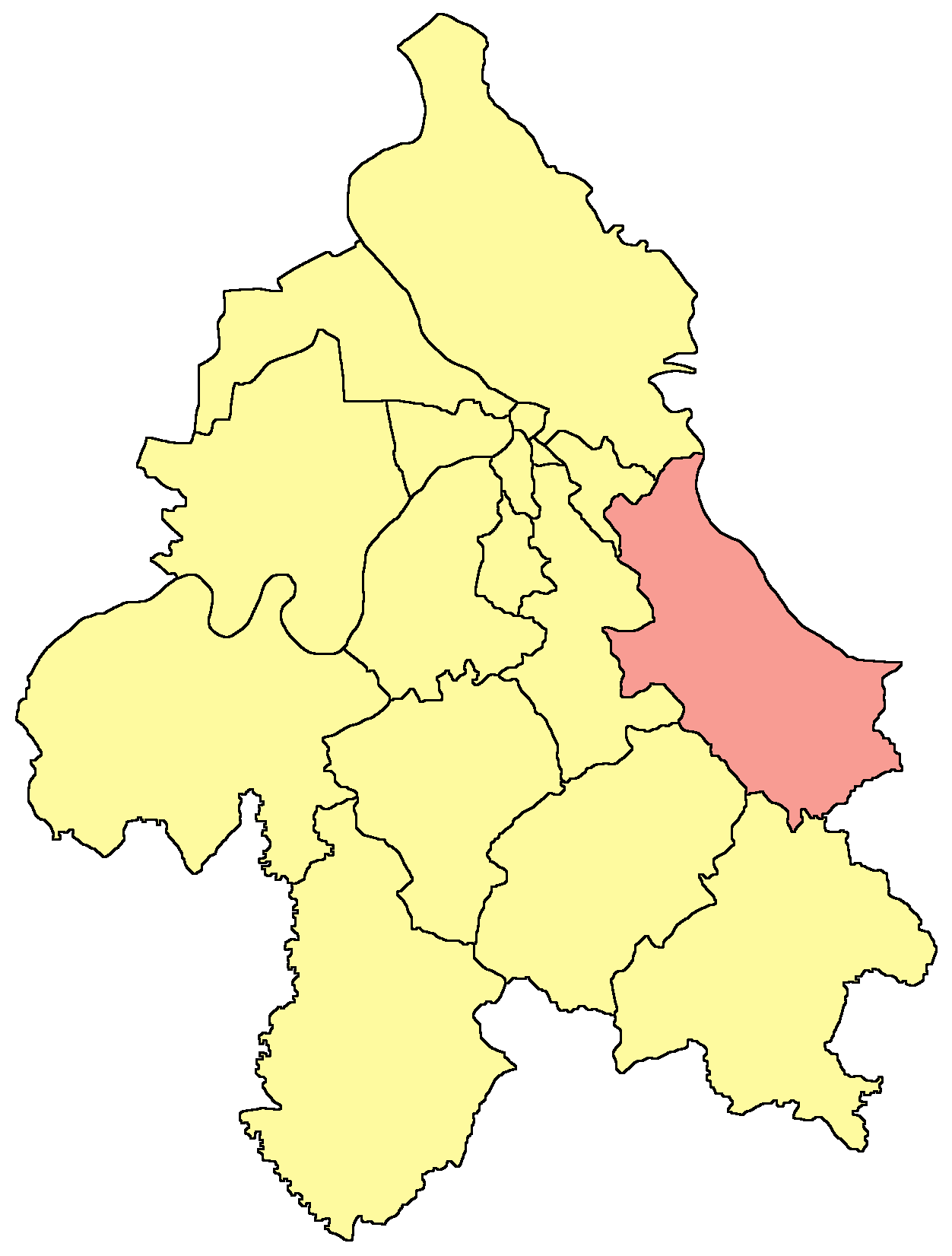
Localisation de la municipalité de Grocka dans la Ville de Belgrade

Boleč est situé à 17 km à l'est de Belgrade, près de la route du Smederevski put qui relie la capitale serbe à Smederevo. Un des bras de la rivière Bolečica traverse la ville et lui donne son nom. Composé des mots serbes bol (« la douleur ») et leči(ti) (« guérir »), ce nom signifie « l'eau qui soulage la douleur ». 

## Histoire
Même si la localité est plus ancienne, Boleč est mentionnée pour la première fois en 1738.
Avant 1813, le village était situé sur la rive droite de la Bolečica, à l'emplacement d'un lieu-dit qui porte aujourd'hui le nom de Selište. En 1813, après l'échec du Premier soulèvement serbe contre les Ottomans, une grande partie de la population prit la fuite et se réfugia dans la région du Banat ; le village ne comptait plus alors que 10 foyers. À leur retour, les habitants s'installèrent au lieu-dit de Gurbet Do, où se trouvait une vaste forêt et où vivaient des Tziganes. En 1815, au moment du Second soulèvement serbe, le prince Miloš Obrenović et Vujica Vulićević y établirent une tranchée.
En 1818, le village comptait 41 foyers et, en 1822, 43. Selon le recensement de 1921, il comptait 169 foyers et 888 habitants.

## Démographie

### Évolution historique de la population
| 1948  | 1953  | 1961  | 1971  | 1981  | 1991  | 2002  | 2011  |
| ----- | ----- | ----- | ----- | ----- | ----- | ----- | ----- |
| 1 184 | 1 213 | 1 277 | 1 476 | 3 395 | 4 960 | 5 720 | 6 410 |

|  |

Boleč connaît une importante croissance démographique (4 960 habitants en 1991) ; malgré cela elle est encore officiellement considérée comme une localité rurale. De nombreux réfugiés en provenance de Bosnie-Herzégovine, de Croatie et du Kosovo continuent à s'installer dans cette région. La localité forme désormais un ensemble continu avec Ritopek, Vinča et Leštane.

### Données de 2002
Pyramide des âges (2002)
En 2002, l'âge moyen de la population était de 37,3 ans pour les hommes et 38,9 ans pour les femmes.
Répartition de la population par nationalités (2002)
En 2002, les Serbes représentaient 95 % de la population.

### Données de 2011
En 2011, l'âge moyen de la population était de 41,1 ans, 40,3 ans pour les hommes et 42 ans pour les femmes.

## Économie
Jusqu'à la fin des années 1970 et au début des années 1980, l'économie de Boleč était fondée sur l'agriculture, notamment la culture fruitière. Depuis cette époque, de nombreuses petites entreprises privées ont permis à l'économie de se développer, attirant ainsi dans la localité de nouvelles populations. La seule grande société du secteur est une filiale de la société agroalimentaire PKB, PKB Voćarske plantaže, qui possède des plantations de fruits s'étendant sur 1 180 ha et procède à leur conservation (réfrigération, congélation) et à leur transformation (compotes, confitures, marmelades etc.).